# Elmdon
Elmdon – wieś w Anglii, w hrabstwie Essex, w dystrykcie Uttlesford. Leży 41 km na północny zachód od miasta Chelmsford i 62 km na północ od Londynu.